# Campeonato Roraimense 2021
El Campeonato Roraimense de 2021 fue la 66.ª edición del campeonato de fútbol del estado de Roraima. El Campeonato comenzó el 1 de mayo y finalizó el 3 de junio, y contó con la participación de 5 clubes.
El campeón garantizó plazas en la Copa de Brasil 2022, Copa Verde 2022 y los dos primeros colocados disputaron la Serie D de 2022.

## Participantes
| Atlético GAS Náutico · Rio Negro · S.Raimundo · Ubicación de los equipos en el estado de Roraima. | Atlético GAS Náutico · Rio Negro · S.Raimundo · Ubicación de los equipos en el estado de Roraima. | Atlético GAS Náutico · Rio Negro · S.Raimundo · Ubicación de los equipos en el estado de Roraima. | Atlético GAS Náutico · Rio Negro · S.Raimundo · Ubicación de los equipos en el estado de Roraima. | Atlético GAS Náutico · Rio Negro · S.Raimundo · Ubicación de los equipos en el estado de Roraima. | Atlético GAS Náutico · Rio Negro · S.Raimundo · Ubicación de los equipos en el estado de Roraima. | Atlético GAS Náutico · Rio Negro · S.Raimundo · Ubicación de los equipos en el estado de Roraima. |
| ------------------------------------------------------------------------------------------------- | ------------------------------------------------------------------------------------------------- | ------------------------------------------------------------------------------------------------- | ------------------------------------------------------------------------------------------------- | ------------------------------------------------------------------------------------------------- | ------------------------------------------------------------------------------------------------- | ------------------------------------------------------------------------------------------------- |

## Sistema de disputa
En la primera ronda, los cinco clubes juegan todos contra todos a una sola vuelta, con los dos mejores equipos ubicados enfrentándose en la final. 
En la segunda ronda, los cinco clubes vuelven a jugar todos contra todos en una sola vuelta, con los dos mejores equipos ubicados clasificando a la final. 
Los equipos campeones de la primera y segunda ronda se enfrentarán para decidir el título de la competición. Si un mismo equipo gana ambas rondas, automáticamente será declarado campeón.

## Taça Boa Vista
| Pos. | Equipo           | Pts. | PJ | G | E | P | GF | GC | Dif. | Clasificación 2021                |
| ---- | ---------------- | ---- | -- | - | - | - | -- | -- | ---- | --------------------------------- |
| 1    | São Raimundo     | 10   | 4  | 3 | 1 | 0 | 15 | 1  | +14  | Clasificados a la final del turno |
| 2    | Náutico          | 7    | 4  | 2 | 1 | 1 | 6  | 5  | +1   | Clasificados a la final del turno |
| 3    | Atlético Roraima | 6    | 4  | 2 | 0 | 2 | 5  | 7  | −2   |                                   |
| 4    | GAS              | 3    | 4  | 1 | 0 | 3 | 4  | 6  | −2   |                                   |
| 5    | Rio Negro        | 3    | 4  | 1 | 0 | 3 | 2  | 13 | −11  |                                   |

Actualizado a los partidos jugados el 11 de mayo de 2021.
 Fuente: Globo Esporte

### Partidos
- La hora de cada encuentro corresponde al huso horario correspondiente al Estado de Roraima (UTC-4).

| Fecha      | Hora  | Partido          | Partido | Partido          |
| ---------- | ----- | ---------------- | ------- | ---------------- |
| 1 de mayo  | 16:00 | São Raimundo     | 10-0    | Rio Negro        |
| 1 de mayo  | 18:00 | GAS              | 1-2     | Náutico          |
| 4 de mayo  | 17:00 | Rio Negro        | 1-2     | GAS              |
| 4 de mayo  | 19:00 | Náutico          | 3-2     | Atlético Roraima |
| 6 de mayo  | 17:00 | Náutico          | 1-1     | São Raimundo     |
| 6 de mayo  | 19:00 | GAS              | 1-2     | Atlético Roraima |
| 8 de mayo  | 16:00 | Atlético Roraima | 0-3     | São Raimundo     |
| 8 de mayo  | 18:00 | Rio Negro        | 1-0     | Náutico          |
| 11 de mayo | 14:00 | Atlético Roraima | 1-0     | Rio Negro        |
| 11 de mayo | 16:00 | São Raimundo     | 1-0     | GAS              |

### Final
- La hora del encuentro corresponde al huso horario correspondiente al Estado de Roraima (UTC-4).

| Fecha      | Hora  | Partido      | Partido        | Partido |
| ---------- | ----- | ------------ | -------------- | ------- |
| 13 de mayo | 15:30 | São Raimundo | 2-2 (pen. 6-7) | Náutico |

### Campeón
| Taça Boa Vista 2021         |
| --------------------------- |
| Náutico Campeón (3º título) |

## Taça Roraima
| Pos. | Equipo           | Pts. | PJ | G | E | P | GF | GC | Dif. | Clasificación 2021                |
| ---- | ---------------- | ---- | -- | - | - | - | -- | -- | ---- | --------------------------------- |
| 1    | GAS              | 9    | 4  | 3 | 0 | 1 | 6  | 2  | +4   | Clasificados a la final del turno |
| 2    | São Raimundo     | 9    | 4  | 3 | 0 | 1 | 9  | 4  | +5   | Clasificados a la final del turno |
| 3    | Atlético Roraima | 9    | 4  | 3 | 0 | 1 | 10 | 6  | +4   |                                   |
| 4    | Náutico          | 3    | 4  | 1 | 0 | 3 | 7  | 8  | −1   |                                   |
| 5    | Rio Negro        | 0    | 4  | 0 | 0 | 4 | 3  | 15 | −12  |                                   |

Actualizado a los partidos jugados el 25 de mayo de 2021.
 Fuente: Globo Esporte

### Partidos
- La hora de cada encuentro corresponde al huso horario correspondiente al Estado de Roraima (UTC-4).

| Fecha      | Hora  | Partido          | Partido | Partido          |
| ---------- | ----- | ---------------- | ------- | ---------------- |
| 15 de mayo | 16:00 | Náutico          | 0-2     | GAS              |
| 15 de mayo | 18:00 | Rio Negro        | 1-3     | São Raimundo     |
| 18 de mayo | 17:00 | Atlético Roraima | 2-1     | Náutico          |
| 18 de mayo | 19:00 | GAS              | 2-0     | Rio Negro        |
| 20 de mayo | 17:00 | GAS              | 1-0     | São Raimundo     |
| 20 de mayo | 19:00 | Rio Negro        | 1-6     | Atlético Roraima |
| 22 de mayo | 15:00 | São Raimundo     | 3-2     | Náutico          |
| 22 de mayo | 17:00 | Atlético Roraima | 2-1     | GAS              |
| 25 de mayo | 16:00 | Náutico          | 4-1     | Rio Negro        |
| 25 de mayo | 18:00 | São Raimundo     | 3-0     | Atlético Roraima |

### Final
- La hora del encuentro corresponde al huso horario correspondiente al Estado de Roraima (UTC-4).

| Fecha      | Hora  | Partido | Partido | Partido      |
| ---------- | ----- | ------- | ------- | ------------ |
| 1 de junio | 19:15 | GAS     | 0-1     | São Raimundo |

### Campeón
| Taça Roraima 2021                |
| -------------------------------- |
| São Raimundo Campeón (8º título) |

## Final del campeonato
| 3 de junio de 2021 | São Raimundo            | 2:1 (0:0) | Náutico     | Canarinho, Boa Vista              |                                   |
| 19:15 (UTC-4)      | Tavinho 60' · Tomaz 68' | Reporte   | Richard 66' | Árbitro(s): Savio Pereira Sampaio | Árbitro(s): Savio Pereira Sampaio |

| Campeón Campeonato Roraimense 2021 |
| ---------------------------------- |
| Boa Vista                          |
| São Raimundo (12º título)          |

## Goleadores
- Actualizado el 3 de junio de 2021.

| Jugador         | Club             | Goles |
| --------------- | ---------------- | ----- |
| Edinho Canutama | GAS              | 6     |
| Max             | Náutico          | 6     |
| Eric            | São Raimundo     | 5     |
| Tavinho         | São Raimundo     | 5     |
| Juninho         | São Raimundo     | 3     |
| Carlinhos       | Atlético Roraima | 3     |

## Clasificación general
| Pos. | Equipo           | Pts. | PJ | G | E | P | GF | GC | Dif. | Clasificación 2021                                                             |
| ---- | ---------------- | ---- | -- | - | - | - | -- | -- | ---- | ------------------------------------------------------------------------------ |
| 1    | São Raimundo     | 26   | 11 | 8 | 2 | 1 | 29 | 8  | +21  | Campeón, Clasificado a la Serie D 2022, Copa de Brasil 2022 y Copa Verde 2022. |
| 2    | Náutico          | 11   | 10 | 3 | 2 | 5 | 16 | 17 | −1   | Subcampeón, Clasificado a la Serie D 2022 y Copa Verde 2022.                   |
| 3    | Atlético Roraima | 15   | 8  | 5 | 0 | 3 | 15 | 13 | +2   |                                                                                |
| 4    | GAS              | 12   | 9  | 4 | 0 | 5 | 10 | 9  | +1   |                                                                                |
| 5    | Rio Negro        | 3    | 8  | 1 | 0 | 7 | 5  | 28 | −23  |                                                                                |

Actualizado a los partidos jugados el 3 de junio de 2021.
 Fuente: Globo Esporte